# New Day Rising
New Day Rising é o terceiro álbum de estúdio da banda Hüsker Dü, lançado em Janeiro de 1985.

## Faixas

### Lado 1
1. "New Day Rising" – 2:31
2. "The Girl Who Lives on Heaven Hill" – 3:03
3. "I Apologize" – 3:40
4. "Folk Lore" – 1:34
5. "If I Told You" – 2:05
6. "Celebrated Summer" – 3:59
7. "Perfect Example" – 3:16

### Lado 2
1. "Terms of Psychic Warfare" – 2:17
2. "59 Times the Pain" – 3:18
3. "Powerline" – 2:22
4. "Books About UFOs" – 2:40
5. "I Don't Know What You're Talking About" – 2:20
6. "How to Skin a Cat" – 1:52
7. "Whatcha Drinkin'" – 1:30
8. "Plans I Make" – 4:16